# Château du Gouvernement
Pour les articles homonymes, voir Château de Montbel.
Ne doit pas être confondu avec Château d'Entremont ou Château de Montbel (Novalaise).
Le château du Gouvernement, mieux connu sous le nom de château de Montbel ou parfois château de Saint-Pierre ou Château-Neuf d'Entremont, est un ancien château fort du XIVe siècle situé à Saint-Pierre-d'Entremont (Isère). Il était l'une des nombreuses propriétés de la Famille de Montbel d'Entremont.
Le château est aujourd'hui à l'état de ruines, labellisé Patrimoine en Isère. Il subsiste les restes d'une tour et du mur d'enceinte..

## Historique
La famille de Montbel d'Entremont, d'abord installée dans le château d'Entremont, était vassale des comtes de Savoie. Pendant la guerre entre le duché de Savoie et le Dauphiné, en 1306 la famille trahit la Savoie et se retourna vers le Dauphin. Elle perdit alors le château d'Entremont, et fît construire le château du Gouvernement sur la rive gauche du Guiers Vif, la rivière séparant les deux états rivaux.
Le château fut incendié sur ordre de Richelieu en 1633, acheté en 1694 et réparé par les chartreux, puis vendu sous la Révolution comme bien National. Laissé à l'abandon ensuite, il est désormais propriété de l'office national des forêts qui a sécurisé le site pour le tourisme.

## Galerie photos

Ruines du château du Gouvernement
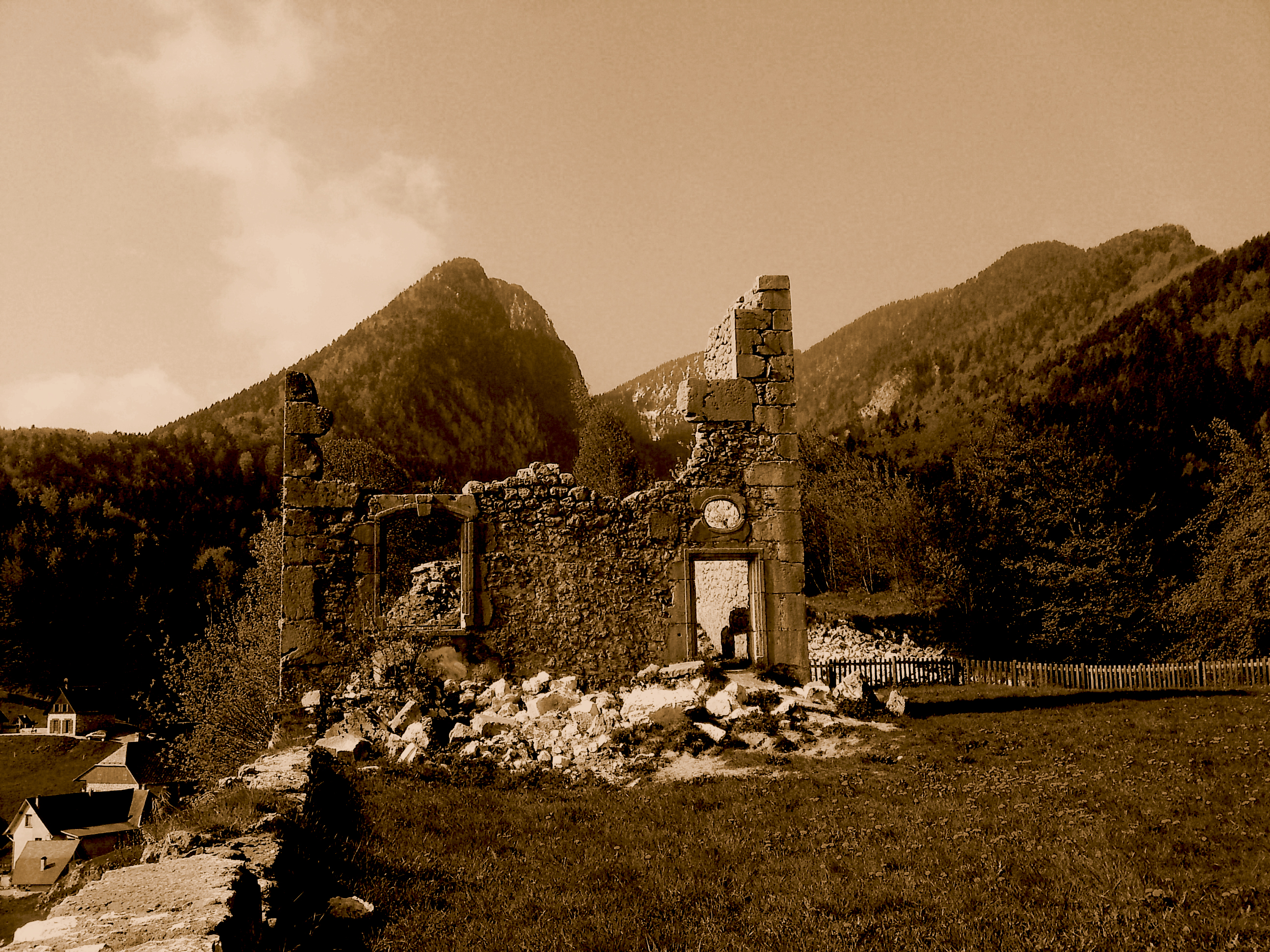
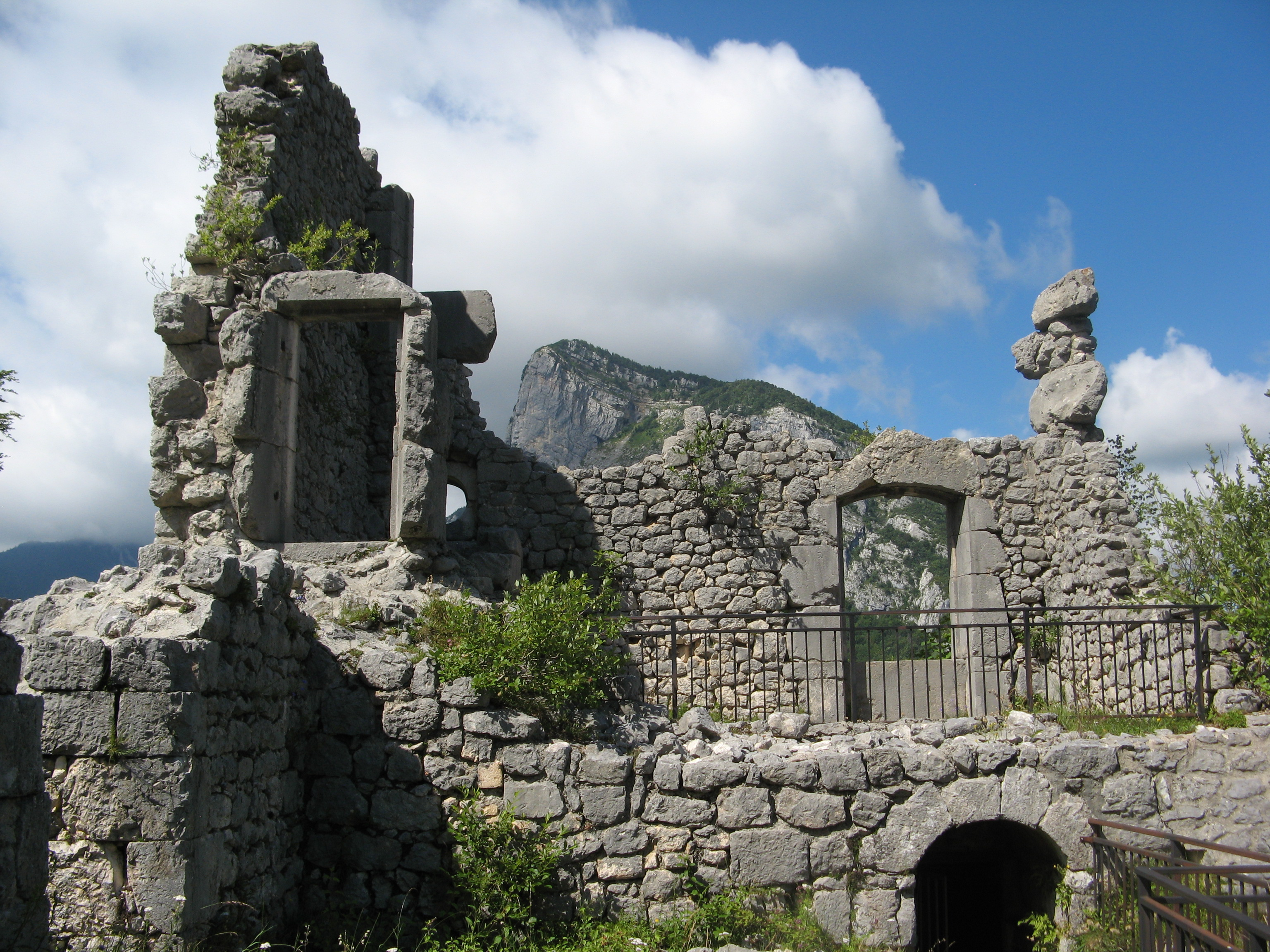
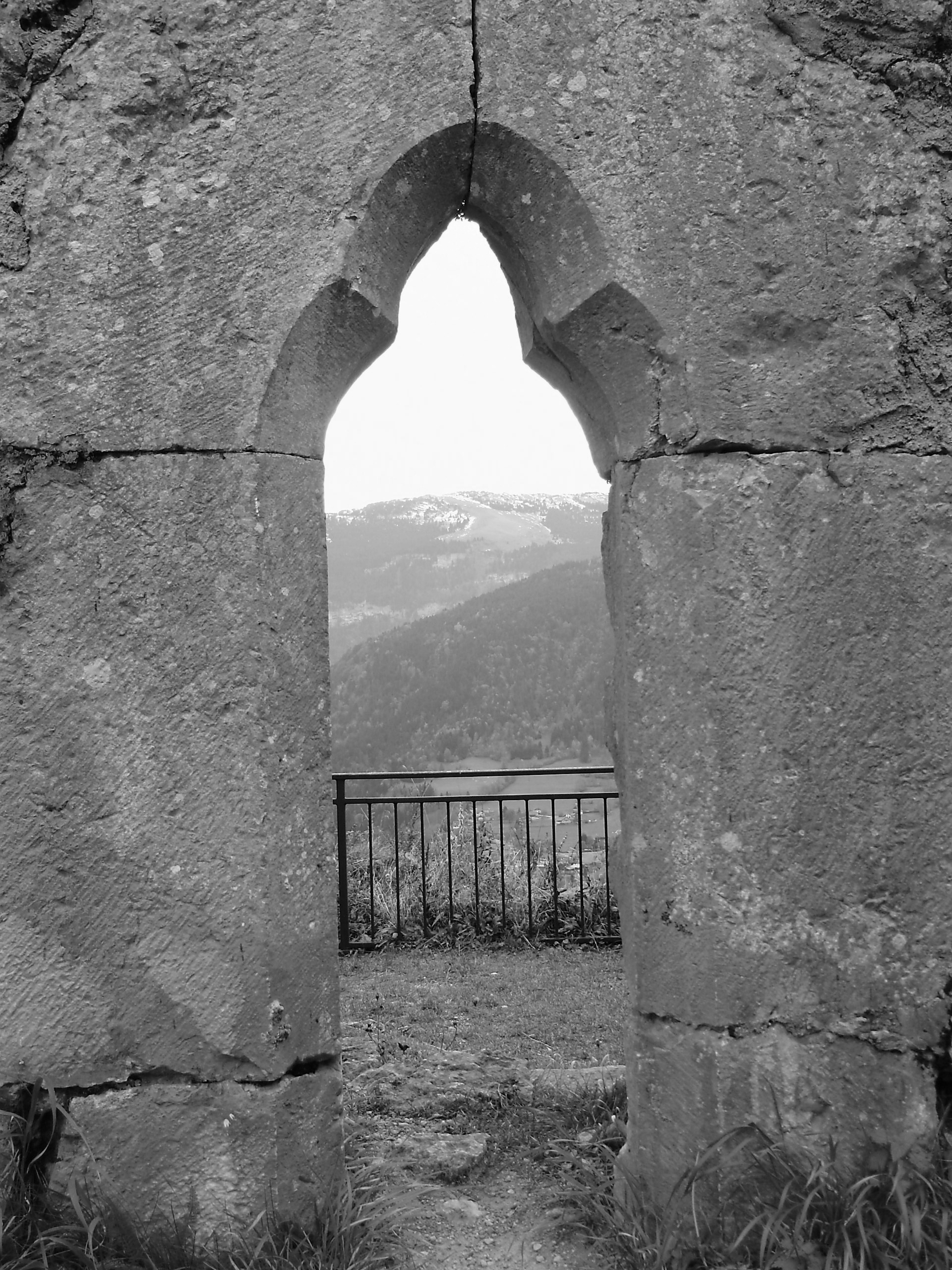
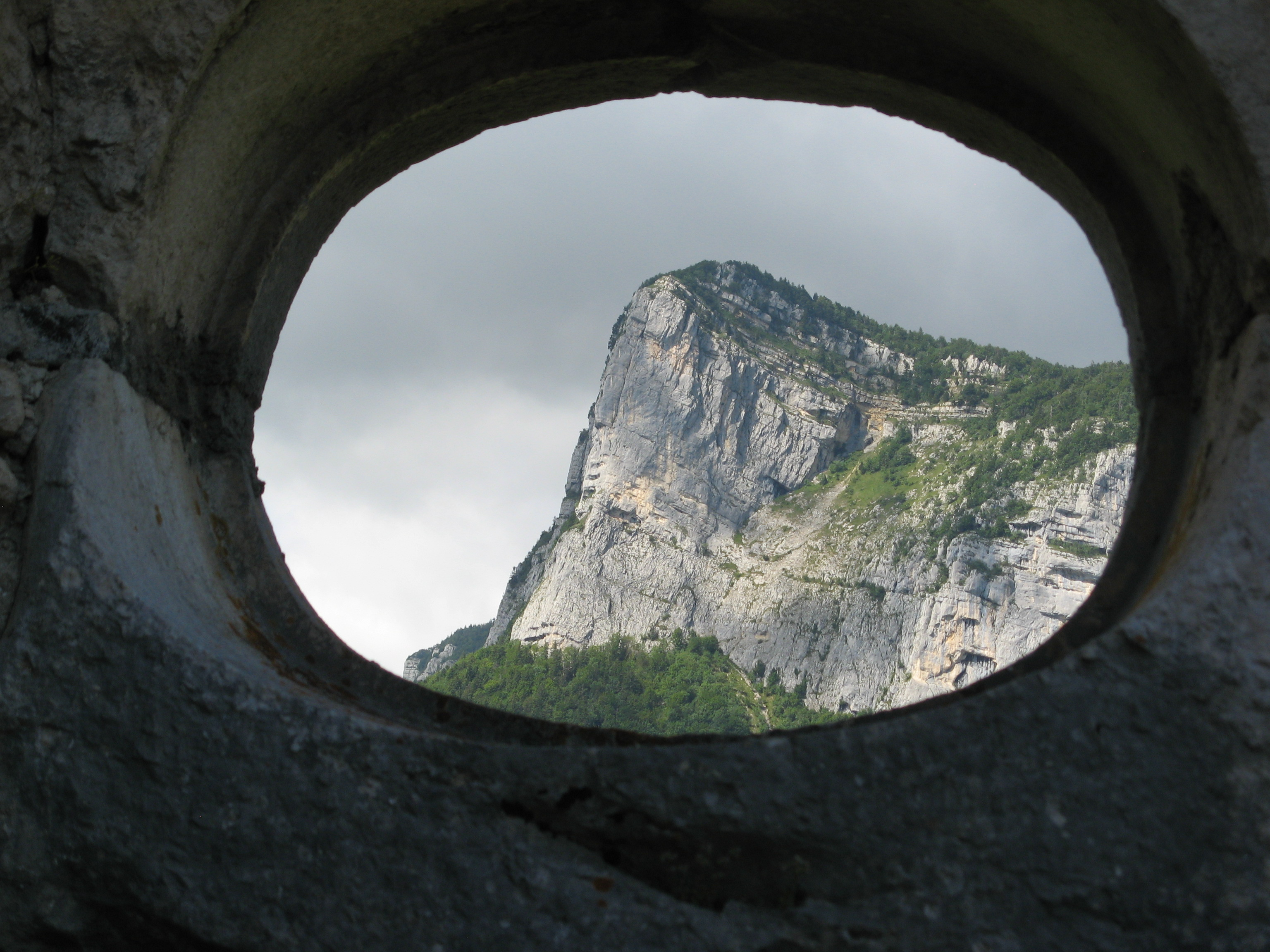